# Pingo-d'Água
Pingo-d'Água este un oraș în Minas Gerais (MG), Brazilia.